# Novohorský potok (přítok Svatavy)
Novohorský potok je horský potok v Krušných horách v okrese Sokolov v Karlovarském kraji, levostranný přítok Svatavy. Délka toku měří 5,93 km, plocha povodí činí 11,24 km².

## Průběh toku
Potok pramení v nadmořské výšce 705 metrů na náhorní plošině pod východním svahem kopce Vysoká jedle (735 m). Pramen se nachází u silnice z Jindřichovic do Háje, místní části Jindřichovic, přibližně 2 km jižně od Jindřichovic, 1 km severně od Háje. Od pramene teče potok krátce v mírném sklonu, poté již pod prudkými svahy v hluboce zařízlém horském údolí. Po asi dvou kilometrech západním směrem se tok stáčí k jihu. V jižním až jihozápadním směru pokračuje až do Oloví, kde se nedaleko vlakového nádraží zleva vlévá do Svatavy.